# Мийер, Пьер
Пьер Мийер (фр. Pierre Millière, 1811—1887) — французский энтомолог.
Как дипломированный аптекарь он посвятил себя своему хобби, бабочкам. В рамках своих научных работ Мийер опубликовал в период с 1859 по 1874 годы в целом 35 изданий (в 3-х томах) «Iconographie et description de Chenilles et Lépidoptères inédits» (Париж, F. Savy).
Его коллекции Macrolepidoptera и огнёвок хранятся во дворце Кобург в Вене. Большая часть коллекции Microlepidoptera — в Национальном музее естественной истории в Париже, её меньшая часть находится также в Музее естествознания Лейдена.

## Источник
- Jean Lhoste (1987). Les Entomologistes français. 1750-1950. INRA Éditions, стр. 351